# Isleta Village Proper
Isleta Village Proper – jednostka osadnicza w Stanach Zjednoczonych, w stanie Nowy Meksyk, w hrabstwie Bernalillo.